# Lasomin
Lasomin – wieś sołecka w Polsce położona w województwie mazowieckim, w powiecie mińskim, w gminie Siennica. Znajduje się ona nad rzeką Sienniczanką (prawy dopływ Świdra).
Wieś szlachecka Lasomin położona była w drugiej połowie XVI wieku w powiecie garwolińskim  ziemi czerskiej województwa mazowieckiego. W latach 1975–1998 miejscowość administracyjnie należała do województwa siedleckiego.
We wsi przy drewnianym krzyżu znajduje się kamień i płyta upamiętniające żołnierzy polskich poległych w 1920.
Wierni kościoła rzymskokatolickiego należą do parafii św. Stanisława Biskupa Męczennika w Siennicy.